# Anka Gueorguieva
Anka Gueorguieva (búlgar: Ани Георгиева)  (Varna, 18 de maig de 1959) és una remadora búlgara, ja retirada, que va competir durant les dècades de 1970 i 1980.
El 1980 va prendre part en els Jocs Olímpics d'Estiu de Moscou, on va guanyar la medalla de bronze en la prova del quàdruple scull amb timoner del programa de rem. Formà equip amb Mariana Serbezova, Rumeliana Bontxeva, Dolores Nakova i Anka Bakova.
En el seu palmarès també destaca una medalla d'or en el quàdruple scull al Campionat del món de rem de 1978.